# Omenana Magazine
Omenana Magazine est un magazine trimestriel en ligne de fiction spéculative qui publie des histoires d'écrivains et d'écrivaines d'Afrique et de la diaspora africaine.

## Histoire
Omenana Magazine est édité et publié par Chiagozie Fred Nwonwu (en). Elle a été fondée en 2014 par Fred Chiagozie Nwonwu et Chinelo Onwualu,,,. Son nom vient du mot lgbo qui signifie « tradition ». Il publie des œuvres originales d'auteurs tels que Tochi Onyebuchi Oghenechovwe Donald Ekpeki, Ayodele Olofintuade, Chikodili Emelumadu et Tendai Huchu.
Ses thématiques se concentrent sur les histoires, l'art et les essais qui explorent l'héritage culturel du continent et de ses habits tout en mêlant des éléments fantastiques et imaginatifs de la science-fiction et d'autres genres.
Omenana a pour objectif de soutenir et de mettre en avant la variété et la profondeur de la fiction et de la poésie de science-fiction africaines, tout en offrant aux auteurs une plateforme pour partager leurs récits et leurs concepts avec un lectorat mondial.
En 2023 trois textes publiés dans les colonnes du magazine  remportent 3 prix Utopia Awards attribués durant la Climate Fiction Conference (CliFiCon23)  Omenana 22: Positive Visions of Democracy, par Iquo DianaAbasi & Mazi Nwonwu, « Neyllo », de Naomi Eselojor (Omenana 7/22) et Jema Byamugisha, pour ses illustrations de  « Neyllo » (Omenana 7/22),.

## Publications récentes

### Juillet 2022 - numéro 22
Le numéro 22 est une édition spéciale publiée en collaboration avec le National Democratic Institute (NDI), situé aux États-Unis. Le numéro présente quinze histoires d'écrivains d'Afrique et d'Amérique du Sud sous la thématique de la fiction spéculative, ainsi que des illustrations, sur le thème "Visions positives de la démocratie".
Dans une lettre d'éditorial, Chiagozie Nwonwu, le rédacteur en chef fondateur et journaliste de la BBC, utilisant le pseudonyme de Mazi Nwonwu, a exposé les raisons qui ont conduit à cette initiative, mettant en avant la singularité des récits acceptés, la plupart d'entre eux incarnant clairement le sous-genre "Hope Punk" (l'optimisme contestataire).
« Le Hope Punk est relativement nouveau et n'a pas vraiment été exploré par les écrivains spéculatifs en Afrique. Même dans l'hémisphère nord, où il a été imaginé, le paysage du Hope Punk est en train d'être cartographié. C'est pourquoi nous sommes ravis des contributions que nous avons reçues, d'autant plus que de nombreuses histoires incarnent l'optimisme qui est au cœur du sous-genre Hope Punk. » dit-il.

#### Histoires
- The Legend of Urgoro de Ephraim Orji[13].
- The Path to the Future de Eghan N'Thanda[14].
- The Third Eye Manifester de Ishola Abdulwasiu Ayodele[15].
- Agu Uno de Chibueze Ngeneagu[16].
- The Ghosts of the Manhole at Enem Junction de Achalugo Chioma Ilozumba[17].
- The Coward of Umustead de Nnamdi Anyadu[18].
- Oyarsu-Terraforming Earth de Dooshima Tsee[19].
- Mindscaping the Esheran Liberator, One Hundred Years Later de Uchechukwu Nwaka[20].
- A Ride for the Future de Mwenya S. Chikwa[21].
- Earth, Fire, Air, Water de Manu Herbstein[22].
- Hidden Figures de Plangdi Neple[23].
- Jon Menzi de Nos Jondi[24].
- King of Spirits de Tardoo Ayua[25].
- The Birthing de Queen de Nneoma Kanu[26].
- Neyllo de Naomi Eselojor[27].

### Novembre 2022 - numéro 23
Le numéro 23, édité par Mazi Nwonwu Iquo DianaAbasi et Mame BougoumaDienne, rassemble les travaux de neuf écrivains issus de pays francophones et anglophones du continent africain sous le thème « Incarner le futur ».

#### Histoires

##### Histoires en français
- TRF 10°-1 Khayal Le comble des souhaits de de Makan Fofana[28].
- ISPAHAN 4642 de Welid Labidi[29].
- L’assemblée des démons de poètes de Moussa Ould Ebnou[30].

##### Histoires en anglais
- LAGBOT-45 de Oyedotun Damilola Muees[31].
- The Bleeding Cross of Igbadenedo de Ishola Abdulwasiu Ayodele[32].
- The UmHlosinga Tree (The Fever Tree) de Nick Wood[33].
- The Last Brown Roof de Temitayo Olofinlua[34].
- ᗪOGZ OF Wᗩᖇ de Hannu Afere[35]

### Décembre 2022 - numéro 24
Dans le numéro 24, 5 histoires originales, 2 histoires réimprimées et 2 essais sont publiés. Les œuvres sélectionnées ont pour thème : la science-fiction, l'horreur, le fantastique et l'expérimentation.

#### Histoires

##### Essais
- A History of The Science Fiction & Fantasy South Africa (SFFSA) Club de Gail Jamieson[37]
- Men, Women & Other Beings From the South: An Overview of South African Science Fiction & Fantasy de Deirdre C. Byrne and Gerhard Hope[37].

##### Histoires
- Amadi on the Concrete de Jarred. J. Thompson[38].
- Into the Hyacinth de Mandisi Nkomo[39].
- Naruoma, the Cow Detective of the Millennium de Rešoketšwe Manenzhe[40].
- What Pushes Against This Moment de VH Ncube[41].
- The White Necked Ravens of Camissa de Nick Wood[42].
- TAAL de Abigail Godsell[43].
- Slipping de Lauren Beukes[44].

### Mars 2023 - numéro 25
Pour la deuxième année consécutive, Omenana présenté 4 numéros en un an en 2022, souhaitant continuer sur cette lancée. Dans celui-ci, les auteurs viennent cette fois de l'Afrique et de l'Amérique. Les histoires en français seront mises de côté pendant un certain temps car Mame Bougouma Dienne, la rédactrice et collaboratrice en langue française, arrête de contribuer après cette édition.

#### Histoires

##### Histoires en français
- La Boîte de la Dame Futuriste de Lu Ain Zaila[46].
- Les Chemins Ténébreux de Moustapha Mbacke Diop[47].

##### Histoires en anglais
- Favourite Shoes de Gerald Rice[48].
- The Strangefolk de Nana Fadua Ofori-Atta[49].
- Madam Shaje’s Catering de Adelehin Ijasan[50].
- Other planes de Ebere Obua[51].
- The Eye in the Sky de Mary Cynthia Chinwe Okafor[52].
- July 12th through the lens de Lerato Mahlangu[53].
- The Writer’s Room de Chao Shete[54].

### Juillet 2023 - numéro 26
Le numéro est un hommage à Nick Wood.

#### Histoires
- Ask the Beast de Masimba Musodza[56].

- Mame Coumba Lambaye’s Stinky Pinky de Mame Diene[57].
- Parody of the Sower de Michelle Iruobe[58].
- Stolen Memories de Mwanabibi Sikao[59].
- The Secret Diaries of Councilman Tiku Agbado de Uchechukwu Nwaka[60].